# Ubolratana Rajakanya
A Princesa Ubolratana Rajakanya (em tailandês: อุบลรัตน - nascida em 05 de abril de 1951 em Lausana, na Suíça) é a filha mais velha do falecido Rei Bhumibol da Tailândia e sua esposa, a Rainha Sirikit. Ela tem três irmãos e foi casada com o norte-americano Peter Ladd Jensen de 1972 a 1998, com o qual teve três filhos, sendo que um deles faleceu durante o Tsunami de 2004. Enquanto esteve casada, Ubolratana morou nos Estados Unidos, tendo aberto mão de seus deveres e direitos reais, que ela, no entanto, reassumiu após se separar e voltar a residir na Tailândia. 
Em fevereiro de 2019, Ubolratana se candidatou ao cargo de primeira-ministra, mas sua candidatura foi cancelada posteriormente. 

## Infância
Ubolratana Rajakanya Sirivadhana Barnavadi nasceu na Clinique de Montchoisi de Lausana, na Suíça, tendo recebido o título de Sua Alteza Real durante as comemorações de seu primeiro mês de nascimento, realizadas na Tailândia. Boa aluna, ela gostava de praticar esportes, sendo inclusive companhia de seu pai em jogos de tênis e badminton. Em 1967, nos Southeast Asian Peninsular Games (hoje chamados Southeast Asian Games - Jogos do Sudeste Asiático) realizados em Banguecoque, o rei e a princesa competiram na prova OK Dinghy de vela e ganharam a medalha de ouro para seu país. 

## Educação
Enquanto morou nos EU, formou-se em Bioquímica pela Massachusetts Institute of Technology e fez uma pós-graduação em Saúde Pública pela University of California de Los Angeles. 

## Casamento e família
Em 1972 ela desposou o cidadão norte-americano Peter Ladd Jensen e se mudou para os EU, tendo, devido ao casamento, renunciado aos seus títulos e prerrogativas reais na Tailândia, inclusive ao título de Sua Alteza Real. O casal teve três filhos, tendo um deles falecido durante o Tsunami de 2004, e se separou em 1998. 
Filhos: Ploypailin Mahidol Jensen, Bhumi Jensen (era autista e faleceu durante o tsunami) e Sirikitiya Mai Jensen. 

## Deveres e direitos reais
Após o divórcio, ela reassumiu alguns deveres e direitos na Casa Real, tendo retornado para a Tailândia definitivamente em 2001 quando foi titulada "Tunkramom Ying", o que significa "A Filha da Rainha Regente". 
Oficialmente ela é reconhecida como membro da família real, mas, por não ter mais o título de Alteza Real, não está coberta, por exemplo, pela lei de lesa-majestade tailandesa, uma das mais severas do mundo. 

## Carreira política
Em  fevereiro de 2019, Ubolratana (algumas vezes chamada Ubol Ratana) anunciou sua candidatura ao cargo de Primeira Ministra da Tailândia, o que fez seu irmão, o Rei Maha Vajiralongkorn, anunciar oficialmente que "sua candidatura era inapropriada e inconstitucional". Sua candidatura foi então cancelada pela Comissão Eleitoral do país.   

Ubolratana com o irmão Maha Vajiralongkorn

Ela foi o primeiro membro da Família Real tailandesa a concorrer a um cargo político. 

## Outros interesses
- Fundou a organização To Be Number One em 2002, que encoraja os jovens tailandeses a se manterem longe das drogas;
- Criou a Fundação Khun Poom em homenagem ao filho falecido, que ajuda crianças com autismo e problemas de aprendizagem; [6]
- Como atriz, participou de alguns filmes na Tailândia, como Onde O Milagre Acontece (2008), Meu Melhor Guarda-Costas (2010) e Juntos (2012);
- Em 2018, viajou para a Rússia para assistir à Copa do Mundo de Futebol. [4]

## Títulos
Sua Alteza Real - de 1951 a 1972
Filha da Rainha Regente (ou Rainha Mãe) - de 2001 ao presente (em tailandês: Tunkramom Ying)